# Grottes de Frasassi
Les grottes de Frasassi sont un ensemble de cavités souterraines karstiques situées dans le parc naturel régional de la Gola della Rossa et Frasassi, sur la commune de Genga dans la province d’Ancône, région des Marches.

## Découverte
Plusieurs entrées sont découvertes dans la région au cours des années 1950 et 1960, par le Club alpin italien (CAI) de Jesi et Fabriano, parmi lesquelles en 1966 la découverte d’un embranchement long de plus d’un kilomètre partant de la grotte du Fleuve (grotta del Fiume).
Plus précisément, la première découverte spéléologique majeure dans la région de Frasassi, est celle de la Grotta del Fiume (grotte du Fleuve) ; elle est réalisée le 28 juin 1948 par le Dr Mario Marchetti, cofondateur du Groupe Spéléologique Marchigiano d'Ancône.
Un premier repérage des plus grandes grottes de Frasassi est réalisé en juin 1971 par Rolando Silvestri (né à Urbania le 10 mai 1953) et Umberto di Santo (né à Camposampiero le 26 juillet 1953), lorsque Rolando Silvestri, escaladant le versant nord du mont Valmontagnana à environ 450 mètres de haut, découvrit quelques petits trous qui s'étaient vraisemblablement ouverts en raison du glissement de la terre superficielle, mêlée de branches et de feuillages, causé par la chaleur estivale.
Un peu plus tard, en juillet 1971, un groupe de sept explorateurs de Jesi fut attiré par un fort courant d'air qui sortait d'une petite ouverture. Après avoir agrandi la taille du passage (plus tard appelé Strettoia del Tarlo ) pour le rendre praticable, les explorateurs sont entrés dans un réseau dense de galeries, de passages, de puits et de grottes sur une longueur d'environ 5 kilomètres.
Le 25 septembre de la même année, sept personnes du CAI d’Ancône, dirigées par Giancarlo Cappanera, retournent sur les lieux et découvrent la grande grotte du Vent (Grotta Grande del Vento). N’étant pas équipés du matériel adéquat, ils estiment la hauteur de la salle d’après le temps de chute d’un sac, obtenant le surprenant résultat de 100 mètres ; au fil des tentatives, ils se dotent du matériel nécessaire à l’exploration du lieu, qui mesure 180 mètres sur 120, pour 200 mètres de hauteur, qu’ils baptisent l’« abysse d’Ancône » (Abisso Ancona), d’après la ville dont ils viennent. Ils communiquent leurs résultats à la presse.
Une liaison entre la grotte du Fleuve (Grotta del Fiume) et la grande grotte du Vent (Grotta Grande del Vento) est découverte le 8 décembre 1971. Cette galerie de jonction est baptisée Condotta dei fabrianesi (« conduit de Fabriano ») ; elle est suivie d’autres espaces souterrains.

## Valorisation
Dès 1972, la commune de Genga et la province d’Ancône constituent le Consortium Frasassi, pour la sauvegarde et la valorisation scientifique et touristique du complexe des grottes. Le 1er septembre 1974, une partie des grottes est ouverte au public ; elles sont devenues depuis une des plus importantes attractions touristiques des Marches, visitées par environ 12 millions de personnes depuis 1974.
Ce complexe de grottes possède en 2010 une longueur cumulée de 13 kilomètres et à partir de 2016 30 kilomètres.
Le spéléologue ayant passé le plus de temps dans ces grottes se nomme Maurizio Montalbini (it).[réf. nécessaire] Des expériences de chronobiologie y sont réalisées. Des visites guidées se font en français, italien et anglais ; il existe trois parcours : l’un touristique de 1,5 kilomètre, et deux spéléologiques, de deux et trois heures.

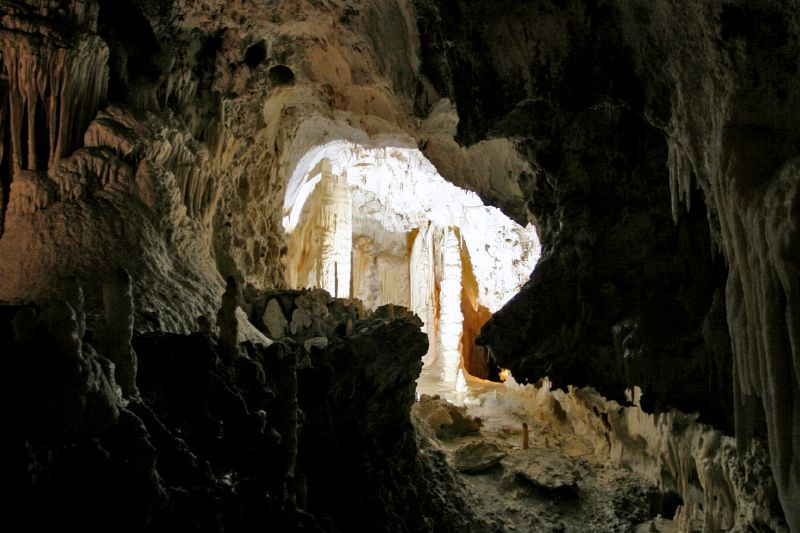
intérieur des grottes de Frasassi
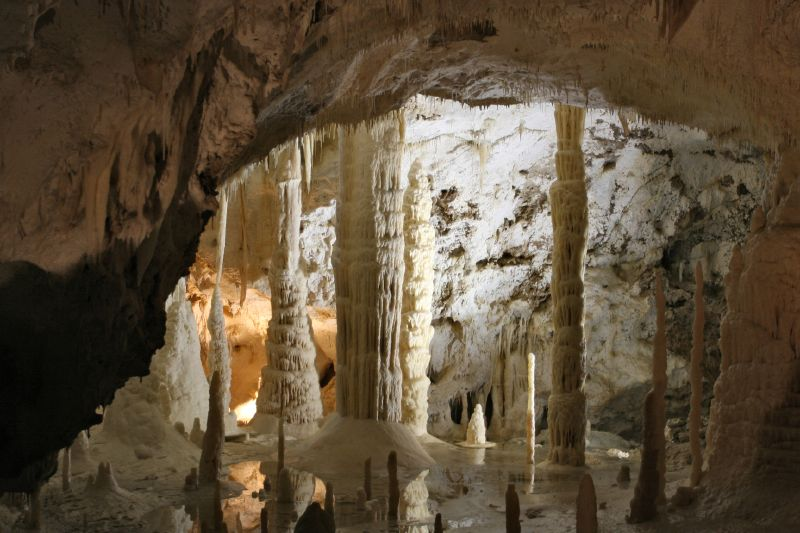
Autre vue de l’intérieur des grottes

## Description des espaces souterrains
Parmi les grands volumes nommés, on trouve : la « salle 200 » (Sala 200), appelée ainsi car il s’agit d’un couloir de 200 mètres ; la « salle des Chandelles » (Sala delle Candeline), qui tire son nom des nombreuses petites stalactites cylindriques ; la « salle Blanche » (Sala Bianca) dont la couleur est due aux strates de calcite pure ; la « salle de l’Ourse » (Sala dell'Orsa), nommée d’après une sculpture naturelle ; enfin, la « salle de l’Infini » (Sala dell'Infinito), si grande que les premiers spéléologues y ont perdu le sens de l’orientation.

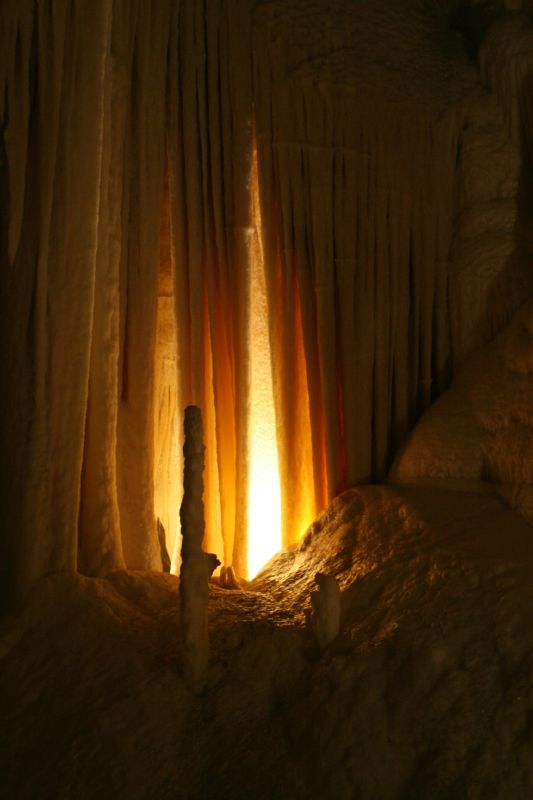
Le « Tuyau d’orgue ».
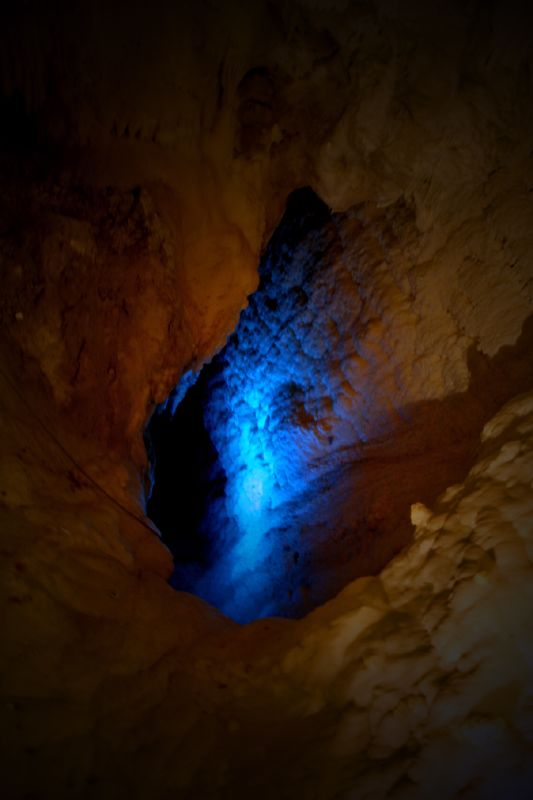
Un puits naturel de 25 mètres.
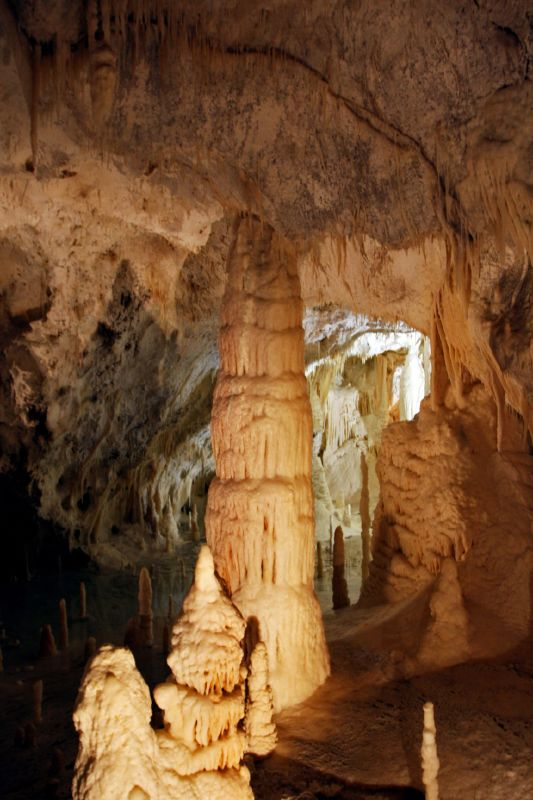
Une colonne dans la grotte.

Il règne une température constante de 15 °C et une humidité proche de 100 %. La lumière naturelle ne pénètre pas. Le long du parcours de visite, les éclairages artificiels sont composés de lumière « froide », c’est-à-dire ne produisant pas de chaleur, pour protéger les concrétions. À l’intérieur des grottes se sont formés de petits lacs d’eau stagnantes et des puits, cavités cylindriques profondes d’au maximum 25 mètres qui peuvent recueillir l’eau ou bien l’acheminer vers les grottes inférieures.

De nombreuses stalactites et stalagmites ont été nommées par les spéléologues, parmi lesquels : les « Géants » (Giganti), le « Chameau » et le « Dromadaire » (il Cammello e il Dromedario), l’« Ourse » (Orsa), la « Petite Madone » (Madonnina), l’« Épée de Damoclès » (Spada di Damocle, une stalactite de 7,40 mètres de hauteur pour 150 centimètres de diamètre), les « Chutes du Niagara » (Cascate del Niagara), la « Tranche de pancetta » et la « Tranche de lard » (la Fetta di pancetta e la Fetta di lardo), l’« Obélisque » (Obelisco, une stalagmite haute de 15 mètres au centre de la salle 200), les « Tuyaux d’orgue » (Canne d'Organo, des concrétions coniques qui résonnent si on les frappe), le « Château des sorcières » (Castello delle Streghe), etc.

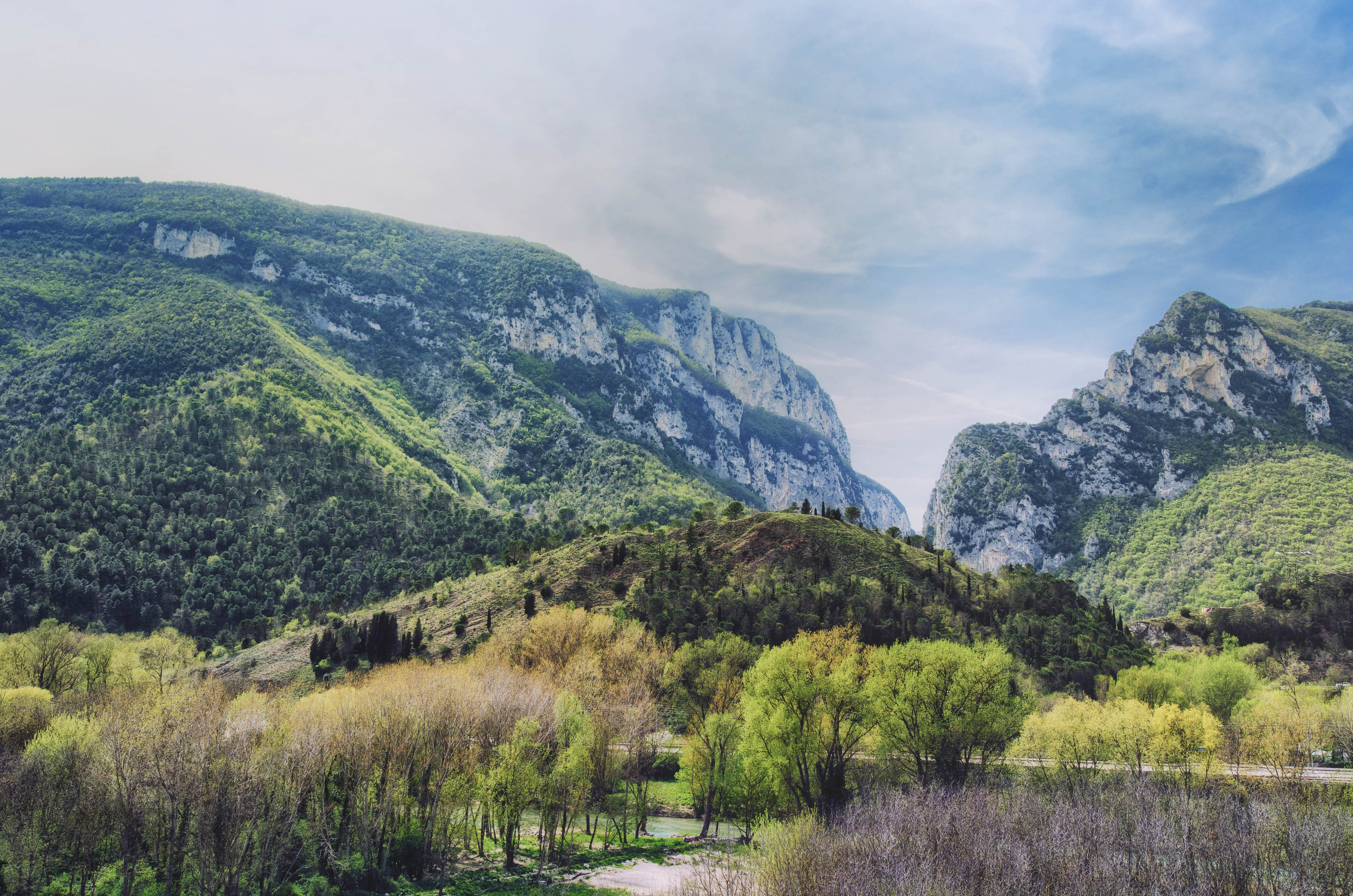
Bois de Frasassi
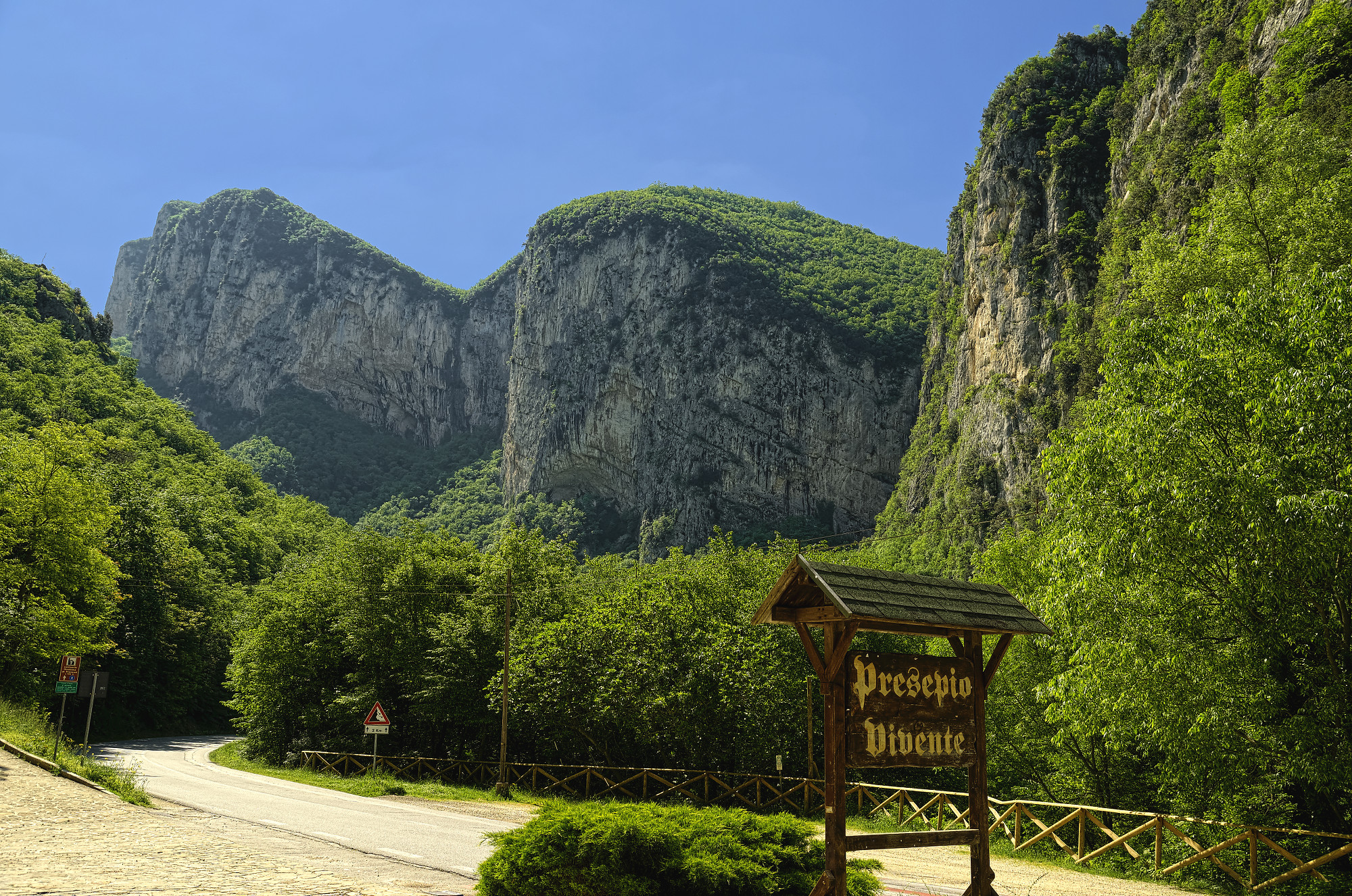
Gorges de Frasassi
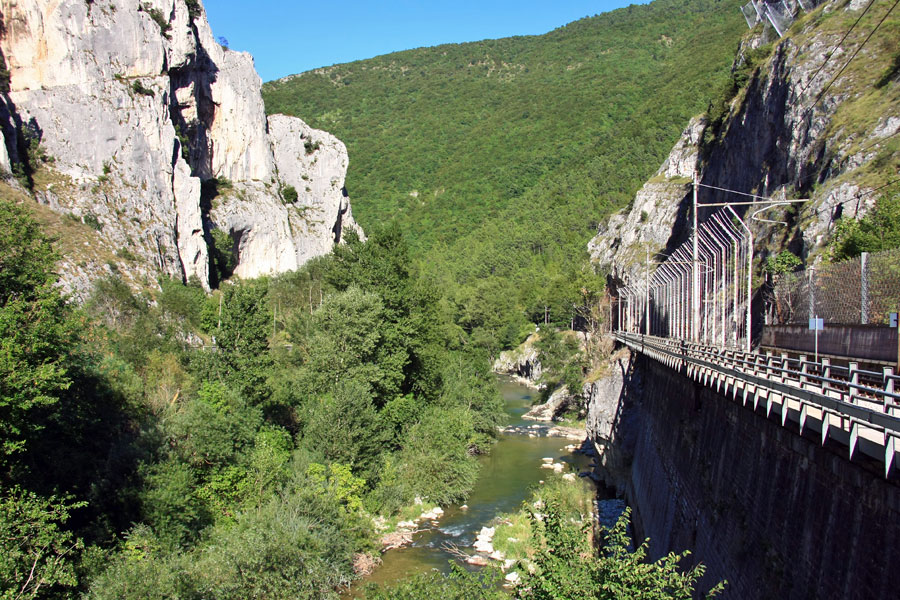
Route des Gorges de la Rossa